# 刘由
刘由（？—前39年），《汉书·诸侯王表》作刘申，西汉宗室，即真定孝王。汉景帝幼子常山宪王刘舜的曾孙。
刘由是刘平之孙，真定烈王刘偃之子。汉宣帝本始二年（前72年）真定烈王刘偃病故，本始三年（前71年）刘偃的儿子刘由嗣位，是年为孝王元年。刘由在位三十三年，汉元帝永光五年（前39年）刘由病故，谥号孝，建昭元年（前38年）他的儿子刘雍嗣位。